# Bernardo Adam Ferrero
Bernardo Adam Ferrero (Algemesí, 28 de febrero de 1942-Valencia, 12 de octubre de 2022) fue un articulista, compositor, director de orquesta y musicólogo español.

## Biografía
Empezó su formación musical a los ocho años, en la banda de Algemesí. Dos años más tarde ingresó en el Conservatorio Superior de Música de Valencia. Fue Premio extraordinario de solfeo con José Gomar, Premio extraordinario de contrapunto y fuga con Amand Blanquer Ponsoda y de piano con Daniel Denueda y Ernesto Francés; estudió, además, armonía, composición y dirección de orquesta. Continuó su preparación en los conservatorios de Madrid y Accademia Musicale Chigiana de Siena, y la Accademia Nazionale di Santa Cecilia de Roma, con Luigi Dallapiccola, Franco Ferrara, Nino Antonellini, Godofredo Petrassi. En París estudió orquestación y dirección orquestal en el Conservatoire national supérieur de musique et de danse de París, con Olivier Messiaen.
En octubre de 1962 toma posesión como director titular de la banda “Santa Cecilia” de Enguera. Al siguiente año, ingresa por oposición en el Cuerpo Nacional de Directores de Banda de Música Civiles, siendo el director más joven de España de cuantos integran el Cuerpo Nacional. El destino elegido fue la Societat Artístico Musical de Benifaió (Valencia). En la Asamblea General, celebrada el 29 de septiembre de 1985, se le nombra presidente de dicho Cuerpo.
En abril de 1970 se incorporó como director musical de la Banda Sinfónica del Ateneo Musical de Cullera, hasta el año 1976. Entre julio de 1979 y septiembre de 1980, dirige la banda “Primitiva” de Lliria. Fue también fundador y director de la Orquesta de la Unión Musical de Llíria (1982), dirigiendo un concierto en el Palacio de la Zarzuela con la asistencia de S.M. la reina Sofía y el entonces Príncipe Felipe de Borbón (1983).  
En 1975 ingresa por oposición en el Cuerpo de Directores Músicos del ejército, dirigiendo la unidad de música de la División de Infantería Motorizada “Maestrazgo3”.número 3, de Valencia (1975-1980) y (1982-1995), la Música del Gobierno Militar de San Sebastián (1980-1982) y la Banda Sinfónica de Infantería de Marina de Madrid (1995-2004).
Ha sido director técnico del Certamen Internacional de Bandas de Música Ciutat de Valencia, director de la Semana internacional de música religiosa de Plasencia (1999-2001), y de la Semana internacional de música religiosa de Valencia (2003/2011). Asimismo, ha dirigido dos congresos de compositores (nacional e internacional) en el Palau de la Música de Valencia, y el Congreso internacional de la música de viento, en Castellón (2002).
Presenta en la cadena COPE (1980) un programa radiofónico llamado “La música de Valencia”. Ese mismo año, colabora en el documental Carnaval de Feu para la cadena francesa TF1. En 1981, participa como pianista y compositor en la serie de RTVE Pantalla abierta, con un programa llamado “Valencia, música y ruido”. En 1983, pone música a la película “Arte rupestre levantino”, finalista de la Bienal sobre patrimonio, promovida por el Museo de Arte español contemporáneo. El año 2003 dirige la serie “Como son, como suenan” (los instrumentos musicales) para RTVV, siendo uno de los programas con más reposiciones de la cadena.
Con motivo del 75 aniversario del “Himno regional valenciano”, la Generalitat Valenciana le encarga una orquestación del mismo, presentándose en un concierto multitudinario en la plaza de toros de Valencia.
En el año 2000 le encargan una composición para el Castell de l´Olla, piromusical acuático que se celebra en Altea (Alicante), con una asistencia superior a los 50.000 espectadores.
Presidente de honor de la M. I. Academia de la música valenciana. Académico correspondiente de la Real Academia de Bellas Artes de San Fernando (Madrid). 
Como director titular e invitado ha estado al frente de las Orquestas de Valencia, Córdoba, Sinfónica de Madrid, RTVE, Sinfónica de Murcia, Orquesta Lírica Española, Collegium Instrumentale, Cascais Oeiras (Portugal), Sinfónica de Sofía (Bulgaria), Mar del Plata, Teatro Colón (Argentina), Nacional de Cuba, Sinfónica Eslovaca, Sinfónica y Coro de Virginia (EE.UU), Tarija (Bolivia), Nacional de Filipinas y bandas españolas, europeas y americanas. Fundador del grupo de solistas de viento “Mare Nostrum”, con quien realiza numerosos conciertos por todo el mundo.
Ha impartido cursos de dirección de orquesta y de educación por la música, impartido clases magistrales y formado parte del jurado de numerosos concursos, tanto de interpretación como de composición en España, Italia, Argentina, Bolivia, Cuba, Italia, Austria, Francia y Estados Unidos. Su producción musical ha sido estrenada en España, EE.UU, Francia, Alemania, Holanda, Bélgica, Portugal, Canadá, Gran Bretaña, Italia, Bolivia, Dinamarca, Suecia, Japón, Argentina, Cuba, México, Brasil, Venezuela, China y Australia.
Casado con Amparo Llagües Benet, tiene tres hijos: Mª Amparo (Interventora General de la Generalitat Valenciana), Bernat (director de la Orquesta Sinfónica de la M. I. Academia de la Música Valenciana y profesor del Centro de Formación Permanente de la Universitat Politècnica de València) y Rubén (profesor de violín del Conservatorio Superior de Música de Alicante).

## Muerte
Falleció el 12 de octubre de 2022 a causa de un infarto.

## Premios
- 1960	Primer premio con Diploma de 1.ª clase en Solfeo. Conservatorio de Valencia
- 1961	Primer premio con Diploma de 1.ª clase en Armonía. Conservatorio de Valencia
- 1968	Primer premio con Diploma de 1.ª clase en Contrapunto y Fuga. Conservatorio Valencia
- 1970 	Premio “Joaquín Rodrigo” de composición coral
- 1972 	Premio “Manuel Palau” de composición coral
- 1972 	Premio “Mercedes Massí” al mejor expediente académico
- 1972 	Primer premio con diploma de 1.ª clase en Composición. Conservatorio de Valencia
- 1980	Premio “Ballester del Any”
- 1981	Director del Instituto de Musicología Valenciana. (Valencia 2.000)
- 1983	Premio del “Instituto de Estudios Alicantinos”

		Medalla de Honor del Festival “Mid West” de Chicago
- 1984	Premio “Maestro Villa” de Madrid.
- 1985	Master de Oro del Forum de Alta Dirección.
- 1986	Cruz Orden Mérito Militar con distintivo blanco de segunda clase (BOD n.º 2)
- 1990	Insignia de Oro del Ilmo. Ayuntamiento de Ontinyent
- 1991	“Batuta del Gran Teatro de La Habana”
- 1992	Medalla “Ausias March” de la Real Academia de Cultura Valenciana
- 1992	Diploma “Order of Merit” de la Fundación John Philip Sousa (New York)
- 1994	Cruz Orden Mérito Militar con distintivo blanco de primera clase (BOD n.º 3)
- 1994	Premio “Ganxo d´Or” en Valencia
- 1994	Premio “Egrem” de América por su obra discográfica “Homenaje a Sorolla”
- 1995	Premio “Amics d´Or” otorgado por  “Amics del Maritim” de Valencia
- 1996	Cruz de la Real y Militar Orden de San Hermenegildo (BOD n.º 49)
- 1997	Medalla “for excellence” de las Fuerzas Armadas Americanas
- 1999	Cruz del Mérito Naval con distintivo blanco (Escala Superior) (BOD n.º 2)
- 2000	Miembro de Número de la Fundación Carlos III de Madrid
- 2001	Presidente de la Asociación Europea de la Música de Viento (WEMA)
- 2002	Galardón de Honor del Excmo. Ayuntamiento de Algemesí
- 2002	Rector de la M.I. Academia de la Música Valenciana
- 2003	Premio “Euterpe” a la Composición musical (Comunidad Valenciana).

## Felicitaciones
- 1978	Excmo. Sr.  Alcalde de Valencia. Por la colaboración en la Biblioteca Musical.
- 1980	Asociación Valencia 2.000. Por investigación musical.
- 1986	Teniente General del Ejército Británico Sir John Akehurst.
- 1989	Felicitación del Presidente de la Orden de Malta por la Orquestación del Himno.
- 1994 	Felicitación del General de la Región Militar “Levante”
- 1995	S.M. El Rey Juan Carlos I. Capítulo de la Real y Militar Orden de San Hermenegildo
- 1995	Gobierno de Colombia. Actos conmemorativos de la Fiesta Nacional.
- 1995	Ayuntamiento de Madrid. Concierto conmemorativo.
- 1996	Alcalde de Madrid. Retreta Militar del 2 de Mayo.
- 1996	Ayuntamiento de Madrid. Colaboración en el “Día del Niño”
- 1997	Ayuntamiento de Madrid. Muestra “Tesoros del mar”.
- 1997	Almirante Jefe del Estado Mayor de la Armada.  Concierto homenaje a la Armada.
- 1997	S.M. la Reina, el Príncipe de Asturias y el ministro de Defensa. Concierto FAS.
- 1997    Ayuntamiento de Madrid. Concierto por la Banda Sinfónica de Marina de Madrid
- 2000 	SS.MM. los Reyes de España. Concierto en el Auditorio Nacional de Madrid

## Artículos publicados en prensa y revistas especializadas
- “Adiós a Moreno Gans, compositor”
- “Adiós a un hombre bueno: Bernabé Sanchis”
- “Adiós al maestro Miguel Asíns Arbó”
- “Antonio Eximeno, un músico olvidado”
- “Bandas de Música”
- “Carta a un músico aficionado”
- “Congreso Iberoamericano de Compositores 1992”
- “Docencia musical”
- “El año Mozart y otras músicas”
- “1990, el año musical valenciano”
- “El centro de música contemporánea de Valencia”
- “El lenguaje sonoro de las bandas”
- “El maestro Penella Moreno”
- “El músico de Germund” (Un viejo cuento musical a Santa Cecilia)
- “El otro bicentenario musical 1992: Giocchino Rossini”
- “El padre Vicente J. Tena S.J., músico singular”
- “El tenor Lamberto Alonso”
- “El violonchelo....la voz”
- “Eximeno: Un músico militar”
- “Francisco Corselli”
- “Francisco de Borja, músico”
- “Francisco de Borja, músico: Ausias March, musicable”
- “Franz Joseph Haydn” (En el 250 aniversario de su nacimiento)
- “Himno Nacional Español”
- “Homenaje al maestro Cervera Lloret” (En su 90 aniversario)
- “Jaime I: La música heroica y de ceremonia”
- “Jaime I y su entorno musical”
- “Joaquín Rodrigo: Un mito ante la historia”
- “José Mauri Esteve: Un músico valenciano olvidado”
- “José Pradas”
- “Juan Bautista Cabanilles: Un músico para todos los tiempos”
- “Juan Bautista Guzmán”
- “Juan Sebastián Bach” (Los manuscritos perdidos)
- “La Batalla, forma instrumental y de tradición en Valencia”
- “La biblioteca musical de compositores valencianos”
- “La canción popular en la educación musical”
- “La educación musical como cultura de un pueblo”
- “La educación por la música”
- “La divertida ñ en la música”
- “La dulzaina en el folklore musical valenciano”
- “La Ley valenciana de la música, desde la música”
- “La música como fenómeno cultural en el Ejército”
- “La música de cámara en las Sociedades Musicales”
- “La música de la mar”
- “La música de las cifras”
- “La música del Cid Campeador”
- “La música en Ausias March”
- “La música en la escuela”
- “La música en la expedición de Alejandro Malaspina”
- “La música en la radio”
- “La música en las bandas valencianas”
- “La música en San Vicente Ferrer”
- “La música en Valencia, hoy”
- “La música militar”
- “La música vocal valenciana”
- “La olvidada musical valenciana”
- “La ópera musical valenciana”
- “La ópera valenciana....también en concierto”
- “.....La otra música”
- “Las bandas de música....esas desconocidas”
- “Las bandas de música, hoy ¿SOS?”
- “Las bandas de música y las bibliotecas musicales”
- “Los certámenes musicales”
- “Martín Domínguez: Una vida también musical”
- “Mozart: El mito de un compositor”
- “Mujeres compositoras”
- “Música, banda y oyente”
- “Música del cor a la Mare de Deu dels Desamparats”
- “Música en Benifayó”
- “Música en la Semana Santa”
- “Música en Navajas”
- “Música para la tercera edad”
- “Música para la Virgen de los Desamparados”
- “Música para una conmemoración”
- “Música y certamen”
- “Música y danza en el centenario del poeta Federico García Lorca”
- “Música y educación”
- “Música y músicos”
- “Música y músicos de la Armada Española”
- “Música y músicos valencianos en los Ejércitos de España”
- “Música valenciana en torno al 9 de octubre”
- “Música y televisión”
- “Músicos de Benifayó”
- “Nuestra música”
- “Nuestra zarzuela”
- “Postludio musical fallero”
- “Presente y futuro de la música valenciana”
- “Que no pare la música”
- “Retrobem la nostra música”
- “Ruperto Chapí, un músico universal”
- “SOS a las bandas de música”
- “2000: Un año también musical”
- “Un compositor valenciano: Manuel Palau”
- “Una vida y un centenario musical”
- “Valencia, ¿futura capital de la música?”
- “Valencia y la música de vanguardia”

## Catálogo de obras
| Año  | Título                                               | Plantilla                          | Lugar y fecha de estreno                 |
| ---- | ---------------------------------------------------- | ---------------------------------- | ---------------------------------------- |
| 1970 | Vicente Gurrea                                       | Banda                              |                                          |
| 1970 | Cant espiritual                                      | Coro                               | Sagunto, agosto de 1970                  |
| 1971 | Himno a Albarracín                                   | Banda                              |                                          |
| 1972 | Mariners d´Ontinyent                                 | Banda                              |                                          |
| 1973 | Divertimento                                         | 8 voces mixtas                     |                                          |
| 1973 | Pájaro fiel                                          | Voz y piano                        |                                          |
| 1973 | Álamo blanco                                         | Voz y piano                        |                                          |
| 1974 | Tres cançons valencianes                             | Coro                               | Sagunto, agosto de 1976                  |
| 1975 | Cuarteto                                             | Cuarteto de cuerda                 |                                          |
| 1976 | Dúos                                                 | Flauta y oboe                      |                                          |
| 1976 | Tríptic folklòric                                    | Coro                               |                                          |
| 1978 | Danzas Valencianas                                   | Banda                              | Valencia, julio de 1979                  |
| 1978 | Villamarchante                                       | Banda                              |                                          |
| 1978 | Canto triunfal                                       | Coro y orquesta                    |                                          |
| 1979 | Cançoner                                             | 2 y 3 voces blancas                |                                          |
| 1979 | Llevantines                                          | Quinteto de viento                 | Valencia, febrero de 1980                |
| 1979 | Tres para tres                                       | Flauta, clarinete, fagot           | Madrid, febrero de 1980                  |
| 1980 | Falla Progreso-Travesía Teatro                       | Banda                              |                                          |
| 1980 | Sonata para violín solo                              | Violín solo                        |                                          |
| 1980 | Imágenes                                             | Piano                              |                                          |
| 1980 | Concierto para piano y orquesta                      | Piano y orquesta                   |                                          |
| 1981 | El ninot indultat                                    | Ballet                             |                                          |
| 1981 | Coronel Hernández Moro                               | Banda                              |                                          |
| 1981 | Movimientos                                          | Cuarteto de trompas                | Torrente, 11 de julio de 1981            |
| 1982 | Danzas Alicantinas                                   | Banda                              | Valencia, julio de 1983                  |
| 1982 | Divertimento                                         | Banda                              | Valencia, 10 de marzo de 1983            |
| 1982 | Divertimento                                         | Orquesta                           | Valencia, 10 de marzo de 1982            |
| 1982 | Mare                                                 | Coro                               |                                          |
| 1983 | LXXV Aniversario Lira Saguntina                      | Banda                              | Sagunto, 26 de noviembre de 1983         |
| 1983 | Maestrazgo n.º 3                                     | Banda                              |                                          |
| 1983 | En los jardines de Monforte                          | Orquesta de arco                   |                                          |
| 1984 | Música para banda                                    | Banda                              |                                          |
| 1985 | Impresiones festeras                                 | Banda                              | Ontinyent, 13 de septiembre de 1985      |
| 1985 | Cinco danzas antiguas                                | Trompa y órgano                    | Santander, julio de 1985                 |
| 1985 | Cinco danzas antiguas                                | Trompa y orquesta                  |                                          |
| 1985 | Tres piezas breves                                   | Cuarteto de saxofones              | Valencia, octubre de 1985                |
| 1985 | San Miguel de Abona                                  | Banda                              |                                          |
| 1985 | Cançons de la terra nostra                           | Coro                               |                                          |
| 1985 | Cuatro piezas valencianas                            | Piano                              |                                          |
| 1986 | Falla Gil y Morte                                    | Banda                              |                                          |
| 1986 | Trío lliriano                                        | Clarinete, trompa y saxofón alto   |                                          |
| 1986 | Pellicer-Torres                                      | Banda                              |                                          |
| 1986 | Los evangelistas                                     | Solistas, coro y orquesta          |                                          |
| 1987 | Homenaje a Joaquín Sorolla                           | Banda                              | Valencia, julio de 1988                  |
| 1987 | Homenaje a Joaquín Sorolla                           | Orquesta                           |                                          |
| 1987 | Ronda a la Verge dels Desamparats                    | Dulzainas                          |                                          |
| 1987 | Dúo para un bombardino                               | Bombardino solo                    |                                          |
| 1987 | Berca                                                | Órgano                             | Algemesí, 25 de noviembre de 1987        |
| 1987 | Preludio y fuga                                      | Piano                              |                                          |
| 1988 | Sagunto                                              | Banda                              | Sagunto, 8 de julio de 1989              |
| 1988 | Formas caleidoscópicas                               | Doble octeto de viento             | 11 de julio de 1989                      |
| 1988 | El formaget de la pastoreta                          | Coro                               |                                          |
| 1989 | Obertura para una reina                              | Banda                              | Lliria, 9 de septiembre de 1989          |
| 1989 | Eugenia López                                        | Banda                              | Lliria, 9 de septiembre de 1989          |
| 1989 | Himno de la soberana orden de Malta                  | Banda                              |                                          |
| 1990 | El Cristo del Salvador                               | Banda                              |                                          |
| 1990 | Marroquíes 90                                        | Banda                              |                                          |
| 1990 | Falla Zapadores                                      | Banda                              |                                          |
| 1990 | General Antón Ordóñez                                | Banda                              |                                          |
| 1990 | Himno a Almansa                                      | Banda                              |                                          |
| 1990 | Siete canciones españolas                            | Flauta, clarinete, fagot           |                                          |
| 1991 | En el claustro de Santo Domingo                      | Banda                              | Valencia, 26 de septiembre de 1991       |
| 1991 | La Marcelina                                         | Banda                              |                                          |
| 1991 | Damas de sanidad de Levante                          | Banda                              |                                          |
| 1991 | Navarra                                              | Banda                              | Valencia, 13 de febrero de 1992          |
| 1991 | Coronel Ángel Adán                                   | Banda                              |                                          |
| 1991 | Regimiento Lusitania n.º 8                           | Banda                              |                                          |
| 1992 | Fallera Mayor de Valencia                            | Banda                              | Valencia, 27 de enero de 1993            |
| 1992 | En el barrio del Carmen                              | Doble octeto de viento             | París, Instituto Cervantes               |
| 1993 | Boinas y cascos azules de España                     | Banda                              |                                          |
| 1993 | Amics del Corpus de València                         | Banda                              |                                          |
| 1993 | General Oliver                                       | Banda                              |                                          |
| 1993 | Marcha de los boinas verdes                          | Banda                              |                                          |
| 1993 | Camerata Mid West                                    | Doble octeto de viento             | Chicago, diciembre de 1993               |
| 1993 | La nit de Nadal                                      | Coro                               |                                          |
| 1994 | El Cantar de Mio Cid                                 | Banda                              | Valencia, 26 de mayo de 1994             |
| 1994 | El Cantar de Mio Cid                                 | Orquesta                           |                                          |
| 1994 | Falla Malvarrosa                                     | Banda                              |                                          |
| 1994 | Teniente General Quesada                             | Banda                              |                                          |
| 1995 | Obertura Mare Nostrum                                | Orquesta                           | Villarreal, 17 de febrero de 1996        |
| 1995 | Música para un perfume                               | Sexteto de violonchelos            | Valencia, 21 de noviembre de 1995        |
| 1995 | Brass quintet                                        | Quinteto metal                     | Valencia, 1 de marzo de 1995             |
| 1996 | El dos de mayo en Madrid                             | Banda                              | Madrid, 24 de mayo de 1996               |
| 1996 | Garcieta                                             | Banda                              |                                          |
| 1996 | Homenaje a Manuel de Falla                           | Cuarteto de clarinetes             | Madrid, 27 de julio de 1996              |
| 1997 | Imágenes de la armada española                       | Banda                              | Madrid, 8 de mayo de 1997                |
| 1997 | Cant Regionalista                                    | Coro                               |                                          |
| 1997 | Sax congress Valencia 97                             | Ensemble saxofones                 | Valencia, 30 de septiembre de 1997       |
| 1997 | Juanmagoedeta                                        | Trompa solo                        |                                          |
| 1998 | Festes en Llanera                                    | Banda                              | Llanera de Ranes, diciembre de 1998      |
| 1998 | Suite poemática a García Lorca                       | Orquesta                           | Valencia, 21 de mayo de 1998             |
| 1998 | Suite poemática a García Lorca                       | Banda                              |                                          |
| 1999 | Terra Mítica                                         | Banda                              | Valencia, 8 de julio de 2000             |
| 1999 | Muerte y resurrección de Cristo                      | Soprano y orquesta de arco         | Plasencia, 28 de marzo de 1999           |
| 2000 | Castell de l´Olla                                    | Banda                              | Altea, 12 de agosto de 2000              |
| 2000 | Desde el portal                                      | Coro                               | Rojales, 9 de diciembre de 2000          |
| 2000 | Homenaje a Juan Sebastian Bach                       | Cuatro cornos di bassetto y cuerda | Plasencia, 16 de abril de 2000           |
| 2002 | Gallego Martínez                                     | Banda                              |                                          |
| 2002 | Tres piezas para clarinete bajo                      | Banda                              | Canals, 2 de junio de 2002               |
| 2002 | Dos coplas españolas                                 | Órgano                             | Bruselas, 8 de agosto de 2002            |
| 2003 | Bendito seas, Señor                                  | Banda                              |                                          |
| 2003 | Altea                                                | Banda                              | Altea, 9 de agosto de 2003               |
| 2003 | Divertimento giocoso                                 | Doble octeto de viento             | Madrid, 12 de febrero de 2003            |
| 2003 | Tres piezas para tuba                                | Tuba solo                          |                                          |
| 2003 | Resonancias                                          | Piano                              | Valencia, 9 de diciembre de 2000         |
| 2003 | El Pernil                                            | Banda                              |                                          |
| 2003 | Cent anys de música                                  | Banda                              |                                          |
| 2004 | María de los Ángeles Redondo                         | Banda                              |                                          |
| 2004 | Falla Sueca-Literato Azorín                          | Banda                              |                                          |
| 2004 | Falla Zapadores                                      | Banda                              |                                          |
| 2004 | Diálogos                                             | 4 trompas y banda                  |                                          |
| 2004 | Cristo Altea 2004                                    | Banda                              |                                          |
| 2004 | Arcana                                               | Cuarteto de cuerda                 |                                          |
| 2004 | Dígitos politímbricos                                | Cámara                             |                                          |
| 2004 | Suite española                                       | Clarinete y piano                  |                                          |
| 2004 | Suite española                                       | Violín y piano                     |                                          |
| 2004 | Suite española                                       | Viola y piano                      |                                          |
| 2004 | Sonic tuba                                           | Tuba solo                          |                                          |
| 2005 | Almassera                                            | Banda                              |                                          |
| 2005 | El nou d´Octubre                                     | Banda                              |                                          |
| 2005 | Tres estructuras                                     | Cámara                             |                                          |
| 2005 | Las siete palabras                                   | Solistas y orquesta                |                                          |
| 2006 | Francisco Camps                                      | Banda                              |                                          |
| 2006 | Ontinyent                                            | Banda                              |                                          |
| 2006 | Gala fallera                                         | Banda                              |                                          |
| 2006 | Vicente Gramuntell                                   | Banda                              |                                          |
| 2009 | A Bilbao                                             | Banda                              | Bilbao, 1 de febrero de 2009             |
| 2009 | Mare de Déu dels Desamparats                         | Solistas, coro y orquesta          |                                          |
| 2010 | Preludio y danza                                     | Banda                              |                                          |
| 2010 | Himno a la falla Nou Campanar                        | Banda                              |                                          |
| 2011 | Yolanda Civera Montserrat                            | Banda                              |                                          |
| 2011 | Himno a Llosa de Ranes                               | Banda                              |                                          |
| 2011 | Preludio y danza mediterránea                        | Banda                              |                                          |
| 2012 | Estructuras Sinfónicas                               | Banda                              |                                          |
| 2012 | Estructuras Sinfónicas                               | Orquesta                           |                                          |
| 2012 | Músicos sin fronteras                                | Banda                              |                                          |
| 2012 | Els angelets                                         | Orquesta                           |                                          |
| 2012 | Cuatro danzas españolas                              | Quinteto metal                     |                                          |
| 2012 | Emilio Giménez                                       | Banda                              |                                          |
| 2012 | A la junta de festes                                 | Banda                              |                                          |
| 2013 | Laura Turch                                          | Banda                              |                                          |
| 2013 | Castellón                                            | Banda                              |                                          |
| 2013 | Balagueriana                                         | Banda                              |                                          |
| 2013 | Balagueriana                                         | Orquesta                           |                                          |
| 2013 | Fanfarria para metales                               | Brass                              |                                          |
| 2014 | Micky y Marisé                                       | Banda                              |                                          |
| 2014 | Ojos claros, serenos                                 |                                    |                                          |
| 2014 | Movimientos II                                       | Cuarteto de clarinetes             |                                          |
| 2014 | In passeig per l´Ivam                                | Cuerda                             |                                          |
| 2015 | El Milagro de la vida                                | Banda                              |                                          |
| 2015 | Fantasía cromática                                   | Banda                              |                                          |
| 2015 | Multihorn                                            | 32 trompas                         | Valencia, 18 de mayo de 2016             |
| 2019 | Per fer de la fe senyera: Himno por el VI Centenario | Coro y órgano                      | Catedral de Valencia, 6 de abril de 2019 |

## Discografía
- BS 039 CD “Altea” Unión Musical de Lliria” 2003 Banco de sonido
- BS 018 CD “Castell de l´Olla” Societat Filharmònica Alteanense de Altea 2002 Banco de Sonido
- BS 063 CD “Cinco danzas antiguas”. Solistas “Mare Nostrum” 2006 Banco de Sonido
- 54.9151 “Coronel Hernández Moro”. Música DIV-3
- CD 0079 “Homenaje a Joaquin Sorolla” Orquesta Nacional de Cuba 1994 EGREM
- BS 056 CD “Las siete palabras” Orquesta y Coro 2005 Banco de sonido
- 54.9151 “Maestrazgo nº 3”. Müsica DIV-3
- EGPC-83 “Música para un perfume” Sexteto Violonchelos 2001 Pertegás
- LCD-200 “A Bilbao” Banda Municipal de Bilbao 2006 Laute
- 021 CD “Álamo blanco” Mª Ángeles Peters, soprano 1998 Somágic
- DDD “Álamo blanco“ Regina Canalias, soprano 1998 Tabalet
- 96351 “Cançoner” Coral “Juan Bta. Comes” 1979 Dial Discos S. A.
- DUP-2001 “Cant espiritual” Coral Unión Musical de Lliria 2001 Duplival
- 764 CD “Cant regionaliste” Cor popular de Lo Rat Penat 1998 Tabalet Estudios
- 001-2014 “Castellón” Banda Municipal de Castellón. 2014 LMG
- CD 07303-IPP “Cent anys de música” Unión Musical de Lliria 2003 LMG
- XB 0011 “Danzas alicantinas”. Unión “Santa Cecilia” de Guadasuar
- 605 CD 2 “Danzas valencianas” Soc. Musical “La Armónica” Buñol 1993
- HA-5004 “Danzas valencianas”. Soc. Musical “La Armónica” de Buñol
- 96006 “Danzas valencianas” Banda “Primitiva” de Lliria.
- 01.0456/8 “Danzas valencianas”. Banda Santa Cecilia de Alcácer.
- X-1144-D “Donem l´aguinaldo”. Orfeón Polifónico de Torrent
- CD-16308-IPP “El 9 d´Octubre” Unión Musical de Lliria 2006 LMG
- EGP 21 “El cantar del mío Cid” Sociedad Musical de Almansa 1995 Pertegás
- CD 02701-IPP “El Cristo del Salvador” Ateneo Musical del Puerto 2001 IP
- M-7329/97 “El Cristo del Salvador”. Banda Sinfónica Marina 1997 Madrid
- VMCD 224 “El Cristo del Salvador”. Banda Municipal de Sevilla
- 011 “El dos de mayo en Madrid” Orquesta de Vientos “Allegro” 2004
- CD 07303-IPP “El pernil” Unión Musical de Lliria.
- CD 07303-IPP “Eugenia López” Unión Musical de Lliria 2003 LMG
- CD 3046 “Eugenia López”. Ateneo Musical de Cullera 2002 LMG
- CD 07303-IPP “Falla Sueca-Literato Azorin” Unión Musical de Lliria 2003 LMG
- CD 3046 “Fallera mayor de Valencia” Ateneo Musical de Cullera 2002 LMG
- RAV-007 “Fallera mayor de Valencia”. UNICEF
- BMR-013 “Festes en Llanera” Música Militar de Luxemburgo 2003
- MU-149401 “Festes en Llanera” Unión Musical de Llanera 2001 Producciones Lorca
- CD 07303-IPP “Garcieta” Unión Musical de Lliria 2003 LMG
- 014 “Homenaje a Joaquin Sorolla”. Banda “Primitiva” Paiporta 1997
- 003009 “Homenaje a Joaquin Sorolla” Unión Musical Xeraco 1998 R & M Produccions
- 04409-3671 “Homenaje a Joaquin Sorolla” Koninklijke Harmonie Sainte Cécile 2000
- DPB 007 CD “Homenaje a Manuel de Falla” Cuarteto clarinetes “A tempo” 2008 LMG
- ML-98003 “Imágenes de la Armada Española” Banda de Alzira 1997
- XLB -018 “Impresiones festeras”. Unión Artística de Ontinyent 1985.
- ALS-10.125-CD“Impresiones festeras” Unión Artística de Ontinyent 1995
- CD 07303-IPP “La Marcelina” Unión Musical de Lliria 2003 LMG
- 511-LP “La Marcelina” Centro Artístico Musical de Bétera
- PB-32CD “La Marcelina”. Unión Musical de Torrent
- ECPL-3029 “La pastoreta del formaget”. Coral Vicentina.
- Dpb 039 CD “Laura Turch” Banda Municipal de Castellón 2013 LMG
- Somágic 89 CD “Llevantines”. Quinteto de viento “Vercher”
- 96350 “Llevantines” Quinteto de viento “Anakrusic” 2011 Academia Música Valenciana
- CD 07303-IPP “Mª de los Ángeles Redondo” Unión Musical de Lliria 2003
- ALS-10.151-CD “Marroquies 90” Banda Santa Cecilia de Elda 2006 Alberri als-10.151-CD
- 65107 “Navarra” Banda Municipal de Pamplona 1998 RTVE Música
- CD 3046 “Obertura para una reina” Ateneo Musical de Cullera 2002 LMG
- EGT-926 CD “Obertura para una reina”. Agrupación Musical de Teulada.
- 021 CD “Pájaro fiel” Mª Ángeles Peters, soprano 1998 Somágic
- DDD “Pájaro fiel” Regina Canalias, soprano 1998 Tabalet
- CD 07303-IPP “Pellicer Torres” Unión Musical de Lliria 2003 LMG
- CD 3046“ Ateneo Musical de Cullera 2002 LMG
- DDD “Resonancias” Ricardo Jesús Roca Padilla, piano 2003
- CD 3046 “Sagunto” Ateneo Musical de Cullera 2002 LMG
- CD 07303-IPP “San Miguel de Abona” Unión Musical de Lliria 2003 LMG
- SAM -006 “Sonic Tuba” Vicente López Velasco CSMC
- ML 066 CD “Tierra mítica”. Banda “Santa Cecilia” de Alcácer 2005 Certamen Valencia
- 3022 “Tierra mítica”. Unión Musical de Lliria. Certamen Valencia 1998
- ML: 035 CD “Tierra mítica”. Sociedad Musical de Alzira
- ECPL-3029 “Tres cançons valencianes”. Coral Vicentina
- GM008 “Tres piezas breves” Ensemble Saxofones de Valencia 1997 Virtual Sound
- ECPL-3029 “Triptic folkloric”. Coral Vicentina.
- CD 07303-IPP “Villamarchante” Unión Musical de Lliria 2003 LMG
- Somágic 47 CD “Villamarchante”. Unión Artística Musical de Villamarchante 2006
- CD 07303-IPP “Zapadores” Unión Musical de Lliria

### Libros
- “Las bandas de música en el mundo”.  Ed. Sol. Madrid, 1986. (189 páginas). I.S.B.N. 84-398-7144-9. Depósito legal: M-25.016-1986 (1.ª edición)
- ”Músicos valencianos” (Tomo I)PROIP, S.A. (273 páginas). I.S.B.N. 84-87179-00-2. Depósito legal: V-3112-1988
- ”Músicos valencianos” (Tomo II)PROIP, S.A. (165 páginas). I.S.B.N. 84-87179-01-0. Depósito legal: V-3645-1992
- ”La educación por la música” International Centre of Musical Promotion (504 páginas). I.S.B.N. 84-404-1596-6. Depósito legal: V-471-1988
- ”Mil músicos valencianos” SOUNDS OF GLORY, S.A. (870 páginas). I.S.B.N. 84-607-9246-3. Depósito legal: V-4668-2003

## Videografía
- Bernardo Adam Ferrero Cómo son y cómo suenen [los instrumentos musicales] 2002
- Bernardo Adam Ferrero ... y el viento se hizo música Valencia: Bernardo Adam Ferrero, 1986. Formato VHS

## Videos de su música
- Dances valencianes
- La Marcelina
- Terra Mítica
- Sagunto
- Danzas alicantinas
- Homenaje a Manuel de Falla
- Fanfarria para metales
- Impresiones festeras
- Cristo del Salvador
- Emili Giménez
- Castell de l´Olla
- El dos de mayo en Madrid
- Estructuras sinfónicas
- Eugenia López
- Músicos sin fronteras
- Laura Turch
- Divertimento
- Fallera Mayor de Valencia
- Homenaje a Joaquín Sorolla
- Marroquíes 90
- Els angelets
- El Nou d´Octubre
- Un passeig per l´Ivam
- Villamarchante
- Ontinyent
- Nana a Luis María
- Llevantines
- Obertura para una reina
- Pellicer Torres
- Cinco danzas antiguas
- Movimientos
- Himno a Almansa
- Almassera